# تیم ملی والیبال زنان انگلستان
تیم ملی والیبال زنان انگلستان (به انگلیسی: England women's national volleyball team) تیم ملی والیبال مختص زنان انگلستانی است که به عنوان نماینده انگلستان در رقابت‌های رسمی و دوستانه با حریفان به رقابت می‌پردازند.